# Либуций
Либуций (Либутий) (лат. Episcopus Libutius; умер 15 февраля или 15 марта 961) — первый епископ «ругийский» (959—961).

## Биография
Монах-бенедиктинец из монастыря святого Альбана. На рождество 959 года был рукоположён в сан епископа «ругийского» Адальдагом, архиепископом Гамбург-Бременским. Об отправке на Русь миссии во главе с епископом для русов Оттона I просила Великая княгиня Киевская Ольга, с этой целью направившая 959 году ко двору короля посольство. Ольга желала, по всей видимости, предотвратить подпадание Руси под сферу влияния Византии, либо колебалась с выбором стороны стратегического партнёрства, либо с зарождающейся германской империей, либо с византийской. Однако, по неизвестным причинам, вновь избранный епископ так и не прибыл на Русь.
Вскоре после этого — в начале 961 года епископ Либуций скончался. Его преемником стал Адальберт, епископ «ругийский», который впоследствии стал первым архиепископом Магдебурга.